# Северогерманский союз
Северогерманский союз (нем. Norddeutscher Bund) — федеративный союз германских государств, основанный в 1866 году и включавший все немецкие земли севернее реки Майн. Являлся предшественником Германской империи 1871 года.

## История

### Предыстория
Объединительные стремления в Германии уже во время Наполеоновских войн, получившие особенное яркое и энергичное выражение в ходе революций 1848—1849 годов, не могли привести к фактическому объединению тогда же. Приверженцы объединения никак не могли прийти к единому мнению относительно того, под чьей гегемонией осуществить его — Австрии (великогерманская идея) или Пруссии (малогерманская идея). Господствующим классом все ещё была феодальная землевладельческая аристократия, чувствовавшая себя очень хорошо при политическом и экономическом разобщении Германии; торгово-промышленная буржуазия едва зарождалась как класс и пока ощущала потребность только в частичных таможенных договорах. Австрия, гордая ролью руководительницы европейской политики в 1815—1848 годах, не пользовалась достаточной популярностью, чтобы преодолеть оппозицию Пруссии, а Пруссия, соответственно, не была настолько сильна, чтобы дать отпор поползновениям Австрии и открыто заявить о своем намерении взять дело объединения в собственные руки.
К середине 1860-х годов эти условия в значительной степени изменились: буржуазия успела окрепнуть и вступила на путь экономического объединения; её интересы требовали уже и политического единства. Пруссия, влиянию которой в Германии ольмюцкое унижение не нанесло существенного ущерба только потому, что ей принадлежала руководящая роль в таможенном союзе, энергично стала готовиться к войне, причем правительство в видах усиления армии не отступало перед нарушением конституции. Когда армия была готова, Бисмарк, воспользовавшись запутанностью шлезвиг-голштинского вопроса, вынудил Австрию к объявлению войны.

### Создание Северогерманского союза
Блестящая победа Пруссии была победою малогерманской идеи над великогерманской. Пражский мир положил конец вмешательству Австрии в общегерманские дела и упразднил Германский союз 1815 года. Некоторые из государств, отклонивших предложенный им Пруссией перед открытием военных действий нейтралитет (Ганновер, Гессен-Кассель, Нассау, вольный город Франкфурт-на-Майне), были прямо присоединены к Пруссии, равно как и Гольштейн и Шлезвиг.
18 августа 1866 года был подписан Союзный договор Пруссии с северогерманскими государствами (нем. Bündnisvertrag Preußens mit den Norddeutschen Staaten — „Augustverträge“), по которому Пруссия и 17 северогерманских государств (осенью присоединились ещё четыре) обязывались принять закон о выборах в межгосударственный парламент, 15 октября 1866 года прусский ландтаг принял Закон о выборах в конституционный рейхстаг Северогерманского союза (нем. Wahlgesetz für den konstituierenden Reichstag des Norddeutschen Bundes), согласно которому для принятия межгосударственной конституции созывался конституционный рейхстаг (нем. Konstituierender Reichstag), выборы в который прошли 12 февраля, 24 февраля он собрался на своё первое заседание, а 16 апреля 1867 была принята конституция Северогерманского союза (нем. Verfassung des Norddeutschen Bundes). 31 августа 1867 года прошли первые выборы в Рейхстаг.

### Преобразование в Германскую империю
Южногерманские государства: королевства Бавария и Вюртемберг,  Великое герцогство Баден, ландграфство Гессен-Дармштадт (последний вошёл в состав Северогерманского союза только землями к северу от реки Майн) заключили наступательные и оборонительные союзы с Пруссией, так что нужен был только толчок, чтобы и они вошли с нею в полный союз. Этим толчком стала франко-прусская война. После победы в этой войне в 1871 году Бавария, Вюртемберг, Гессен и Баден присоединились к союзу. Новое образование получило название Германской империи, а Вильгельм I стал первым её императором.

## Административное деление
Территория Северогерманского союза делилась на союзные штаты (Bundesstaat)
- королевства:

Пруссия,
Саксония;
- великие герцогства:

Гессен-Дармштадт (частично, только землями к северу от реки Майн),
Саксен-Веймар-Эйзенах,
Мекленбург-Шверин,
Мекленбург-Стрелиц,
Ольденбург;
- герцогства:

Брауншвейг,
Саксен-Кобург-Гота,
Саксен-Альтенбург,
Саксен-Мейнинген,
Ангальт,
- княжества:

Шварцбург-Зондерсхаузен,
Шварцбург-Рудольштадт,
Вальдек,
Рёйсс (младшей линии),
Рёйсс (старшей линии),
Шаумбург-Липпе,
Липпе-Детмольд,
- города:

Бремен,
Гамбург
Любек.

## Организация союза
Конституция нового Северогерманского союза была построена на компромиссе различных начал. Парламентаризм не установился; исполнительная власть сохранила за собою очень много существенных прерогатив, но было введено равное, прямое, всеобщее избирательное право. Бисмарк тем охотнее ухватился за эту идею, внушенную ему ещё раньше Лассалем, что она в его глазах сразу достигала двух целей. Прогрессивная буржуазия была довольна тем, что правительство возвращается к одному из основных начал конституционного проекта, выработанного в 1849 году франкфуртским парламентом; демократические элементы, рост которых был уже заметен, видели во всеобщем избирательном праве залог свободного развития деятельности («происки» социалистов Бисмарк пытался обезвредить, отвергнув тайную подачу голосов; но учредительный рейхстаг, обсуждавший конституцию, включил в неё этот способ голосования). С другой стороны, Бисмарк, как это видно из его мемуаров, не без основания надеялся, что общее избирательное право послужит для него превосходным орудием для борьбы с федерализмом и что в минуту внешних осложнений апелляция к патриотическим чувствам поможет ему побороть оппозицию в союзном совете. Наконец, перед ним был пример Французской империи, где существование всеобщего избирательного права не наносило никакого ущерба статусу монархии и значению центрального правительства.
Рейхстаг (нем. Reichstag) не получил обычных парламентских прав: вотировка законов и бюджета были сделаны его единственными прерогативами. Он состоял из 297 депутатов (по 1 на 100 000 жителей).
Другим органом союза был союзный совет (нем. Bundesrat), составленный из делегатов отдельных государств, входивших в состав союза. Голоса (всего их было 43) были распределены между государствами неравномерно: так, Пруссия, например, имела 17 голосов, а Саксония — 4. Делегаты были связаны определенными инструкциями своих правительств. Функции союзного совета заключались в вотировании законов; обычно они проходили простым большинством, а для всякого изменения конституции требовалось большинство двух третей.
Львиную долю власти в новой организации получил прусский король, как федеральный президент (нем. Bundespräsidium). Ему принадлежало право объявлять войну и заключать мир от имени союза, вести дипломатические переговоры, заключать договоры, назначать и принимать посланников; в качестве главнокомандующего союзной армией он имел право назначать высших офицеров и наблюдать за организацией войска вообще. Он был верховным главою внутреннего управления, назначал главных должностных лиц союза, созывал и распускал рейхстаг.
Всеми внешними и внутренними делами союза заведовал назначенный королём Пруссии федеральный канцлер (нем. Bundeskanzler), не несший никакой ответственности перед рейхстагом и председательствовавший в союзном совете.
Государства, вошедшие в союз, продолжали пользоваться своими конституциями, сохраняли свои сословные собрания в качестве законодательных органов и министерства в качестве исполнительных органов, но должны были уступить союзу военное и морское управление, дипломатические сношения, заведование почтой, телеграфами, железными дорогами, денежной и метрической системами, банками, таможнями.

## Правовая система
Высший судебный орган — Федеральный высший торговый суд (Bundesoberhandelsgericht), суды апелляционной инстанции — Высшие апелляционные суды (Oberappellationsgericht) (в Пруссии — Высший трибунал (Obertribunal)), по одному на федеральный штат или несколько особо мелких федеральных штатов, в крупных федеральных штатах (Пруссии и Баварии) — апелляционные суды (Appellationsgericht), суды первой инстанции — земские суды (Landgericht) и городские суды (Stadtgericht), низшее звено судебной системы — суды амтов (Amtgericht).

## Силовые структуры
- Федеральное войско (Bundesheer)
  - Прусская армия
    - 1-й корпус (Восточная Пруссия)
      - 1-я дивизия (АО Кёнигсберг)
      - 2-я дивизия (АО Гумбиннен)

    - 2-й корпус (Померания)
      - 3-я дивизия (АО Штеттин)
      - 4-я дивизия (АО Бромберг)

    - 3-й корпус (Бранденбург)
      - 5-я дивизия (АО Франкфурт)
      - 6-я дивизия (АО Потсдам)

    - 4-й корпус (Саксония)
      - 7-я дивизия (АО Магдебург)
      - 8-я дивизия (АО Мерзебург)

    - 5-й корпус (Позен и Силезия)
      - 9-я дивизия (АО Лигниц)
      - 10-я дивизия (АО Позен)

    - 6-й корпус (Силезия)
      - 11-я дивизия (АО Бреслау)
      - 12-я дивизия (АО Оппельн)

    - 7-й корпус (Вестфалия Юлих-Клеве-Берг)
      - 13-я дивизия (АО Мюнстер и АО Минден)
      - 14-я дивизия (АО Дюссельдорф и АО Кёльн)

    - 8-й корпус (Нижний Рейн)
      - 15-я дивизия (АО Аахен и АО Кобленц)
      - 16-я дивизия (АО Трир)

    - 9-й корпус (Шлезвиг-Гольштейн и Мекленбург-Шверин)
      - 17-я дивизия (Мекленбург-Шверин)
      - 18-я дивизия (Шлезвиг-Гольштейн)

    - 10-й корпус (Ганновер, Брауншвейг, Ольденбург)
      - 19-я дивизия (АО Аурих, АО Ганновер, Ольденбург)
      - 20-я дивизия (Брауншвейг, АО Люнебург, АО Хильдесхайм)

    - 11-й корпус (Гессен-Нассау)
      - 21-я дивизия (АО Висбаден)
      - 22-я дивизия (АО Кассель)

  - Саксонская армия
    - 1-я дивизия (Дрезден)
    - 2-я дивизия (Лейпциг)
- Федеральный флот (Bundesflotte)

## Экономика и финансы
Денежная единица — Союзный талер (Vereinstaler), эмиссию которого осуществлял Прусский банк и эмиссионные банки других немецких земель.